# تاريخ ألبانيا

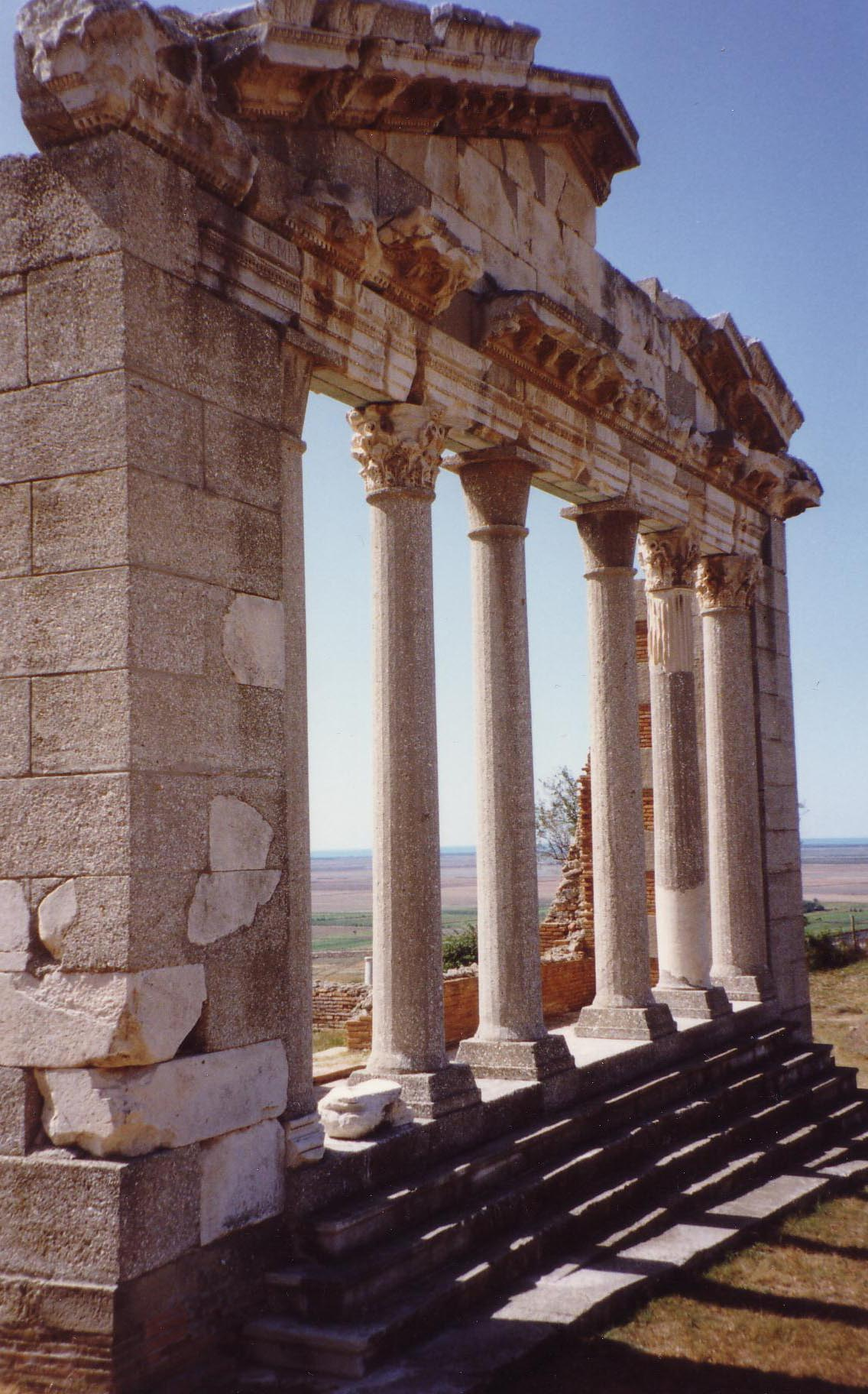

يشكل تاريخ ألبانيا جزءًا من تاريخ أوروبا. خلال العصور الكلاسيكية القديمة، كانت ألبانيا موطنًا لعدد من القبائل الإيليرية مثل قبائل الأرديي والألبانوا والأمانتيني والإنشيلي والتولانتي وغيرهم الكثير، إلى جانب وجود قبائل تراقية ويونانية، فضلًا عن تأسيس مستعمرات يونانية عدة على الساحل الإيليري. في القرن الثالث قبل الميلاد، ضمت روما هذه المنطقة وأصبحت جزءًا من الولايات الرومانية التالية: دالماتيا ومقدونيا ومويسيا العليا. بعد ذلك، ظلت المنطقة تحت السيطرة الرومانية والبيزنطية حتى الهجرات السلافية في القرن السابع. دُمجت في الإمبراطورية البلغارية في القرن التاسع.
في العصور الوسطى، أُنشأت إمارة أربير واتحادٌ صقلي عُرف باسم مملكة ألبانيا في العصور الوسطى. أصبحت بعض المناطق جزءًا من إمبراطورية البندقية ولاحقًا من الإمبراطورية الصربية. بين منتصف القرن الرابع عشر وأواخر القرن الخامس عشر، سادت الإمارات الألبانية على معظم ألبانيا الحديثة، لتسقط بعدها أمام الغزو المطرد للإمبراطورية العثمانية. ظلت ألبانيا تحت السيطرة العثمانية بكونها جزء من مقاطعة روميليا حتى عام 1912؛ مع بعض الانقطاعات خلال القرنين الثامن عشر والتاسع عندما أُفسخ الطريق أمام اللوردات الألبان الميالين للاستقلال. تأسست أول دولة ألبانية مستقلة بإعلان الاستقلال الألباني بعد فترة احتلال قصيرة من قِبل مملكة صربيا. يعود تاريخ تكوين الوعي القومي الألباني إلى أواخر القرن التاسع عشر وهو جزء من الظاهرة الأكبر المتمثلة بنهوض القومية في ظل الإمبراطورية العثمانية.
كانت الدولة الملكية قصيرة الأجل المعروفة باسم إمارة ألبانيا (1914 – 1925) سابقةً لأول جمهورية ألبانية (1925 – 1928). حلت ملكية أخرى، مملكة ألبانيا (1928 – 1939)، محل الجمهورية. شهدت البلاد احتلالًا إيطاليًا قبيل الحرب العالمية الثانية. بعد انهيار قوى المحور، أصبحت ألبانيا دولة شيوعية، جمهورية ألبانيا الشعبية الاشتراكية، سيطر أنور خوجة (توفي عام 1985) على معظم فترة بروزها. أشرف الوريث السياسي لخوجة، رامز علياء، على تفكك الدولة «الخوجية» خلال الانهيار الأكبر للكتلة الشرقية في أواخر ثمانينيات القرن العشرين.
انهار النظام الشيوعي في عام 1990، وهُزم حزب العمال الشيوعي الألباني السابق في انتخابات مارس 1992، وسط الانهيار الاقتصادي والاضطرابات الاجتماعية. أدى الوضع الاقتصادي غير المستقر إلى الشتات الألباني، وفي معظمه إلى إيطاليا واليونان وسويسرا وألمانيا وأمريكا الشمالية خلال عام 1990. بلغت الأزمة ذروتها في الاضطرابات الألبانية عام 1997. أدى تحسين الظروف الاقتصادية والسياسية في السنوات الأولى من القرن الحادي والعشرين إلى تمكن ألبانيا من تحقيق العضوية الكاملة في الناتو عام 2009. تتقدم البلاد بطلبٍ للانضمام إلى الاتحاد الأوروبي.

## العصور الوسطى

### بدايات العصور الوسطى
بعد سقوط المنطقة في يد الرومان عام 168 قبل الميلاد، أصبحت جزءًا من إيبيروس الجديدة والتي كانت بدورها جزءًا من ولاية مقدونيا الرومانية. عندما قُسمت الإمبراطورية الرومانية إلى شرقية وغربية عام 395، أصبحت أراضي ألبانيا الحالية جزءًا من الإمبراطورية البيزنطية. منذ العقود الأولى للحكم البيزنطي (حتى 461)، عانت المنطقة من غارات مدمرة للقوط الغربيين والهون والقوط الشرقيين. في القرنين السادس والسابع، شهدت المنطقة توافدًا للسلافيين.
بشكل عام، دمر الغزاة أو أضعفوا المراكز الثقافية الرومانية والبيزنطية في الأراضي التي ستصبح ألبانيا.
في أواخر القرنين الحادي عشر والثاني عشر، لعبت المنطقة دورًا حاسمًا في الحروب البيزنطية النورمانية؛ كانت دورس الحد الغربي الأقصى من طريق فيا إغناتيا، وهو الطريق البري الرئيسي المؤدي إلى القسطنطينية، وكانت واحدة من الأهداف البارزة للنورمان. بنهاية القرن الثاني عشر، مع ضعف السلطة المركزية البيزنطية وانتشار التمردات والانفصالات الإقليمية، أصبحت منطقة أربانون إمارة مستقلة يحكمها أمرائها المتوارثون. في عام 1258، استولى الصقليون على جزيرة كورفو والساحل الألباني، من دورس إلى فالونا وباثروتم، ونحو الداخل حتى بيرات. كان الموضع المكين هذا، بعد إعادة تشكيله في عام 1272 باسم «مملكة ألبانيا»، هدف الحاكم الصقلي النشيط، شارل أنجو، في أن يكون نقطة انطلاقٍ لغزو بري على الإمبراطورية البيزنطية. رغم ذلك، تمكن البيزنطيون من استعادة معظم ألبانيا بحلول عام 1274، وتركوا فالونا ودورس فقط بين يدي شارل. في النهاية، عندما بدأ شارل تقدمه الذي تأخر كثيرًا، أوقف في حصار بيرات في 1280 – 1281. ظلت ألبانيا بمعظمها جزءًا من الإمبراطورية البيزنطية حتى الحرب الأهلية البيزنطية في 1341 – 1347، إذ سقطت بعدها في يد الحاكم الصربي ستيفن دوشان.
في منتصف القرن التاسع، أصبح شرق ألبانيا بمعظمه جزءًا من الإمبراطورية البلغارية. أصبحت المنطقة المعروفة باسم كوتميتشفيتسا مركزًا ثقافيًا بلغاريًا هامًا في القرن العاشر إلى جانب العديد من المدن المزدهرة مثل ديفول وكلافينيتسا (بالش) وبلغراد (بيرات). عندما تمكن البيزنطيون من غزو الإمبراطورية البلغارية الأولى، كانت القلاع الواقعة في شرق ألبانيا آخر المعاقل البلغارية التي خضعت للبيزنطيين. في وقت لاحق استعادت الإمبراطورية البلغارية الثانية المنطقة.
في العصور الوسطى بدأ استخدام اسم أربيريا على نحو متزايد للمنطقة التي تشمل الآن دولة ألبانيا. وُثق أول ذكرٍ لا لبس فيه للألبانيين في السجلات التاريخية في مرجعٍ بيزنطي عام 1079 – 1080، في عملٍ بعنوان التاريخ للمؤرخ البيزنطي مايكل أتالياتس، الذي ذكر مشاركة قبائل الألبانوا في ثورةٍ ضد القسطنطينية في عام 1043 وذكر الأربانيتاي بصفتهم رعايا دوق دورس. جاء ذِكرٌ آخر لا جدال فيه للألبانيين من قِبل أتالياتس نفسه، حول مشاركتهم في أحد التمردات نحو عام 1078.

### إمارة أربير
في عام 1190، تأسست إمارة أربير (أربانون) على يد الأركون (الحاكم) بروغون في منطقة كرويه. جاء جين بروغوني خلفًا لبروغون تلاه دميتري بروغوني. امتدت أربانون على المناطق الحديثة في وسط ألبانيا، مع توضع عاصمتها في كرويه.
تأسست إمارة أربانون في عام 1190 على يد الأركون بروغون في المنطقة المحيطة بكرويه، إلى الشرق والشمال الشرقي من أراضي البندقية. تولى جين، تلاه دميتري، الحكم خلفًا لوالدهما بروغون، وتمكنا من الاحتفاظ بدرجة كبيرة من الاستقلالية عن الإمبراطورية البيزنطية. في عام 1204، نالت أربانون الاستقلال السياسي الكامل، وإن كان مؤقتًا، مستفيدة من ضعف القسطنطينية بعد نهبها خلال الحملة الصليبية الرابعة. ومع ذلك، فقدت أربانون هذا القدر الواسع من الاستقلالية نحو عام 1216، عندما بدأ حاكم إيبيروس، مايكل الأول كومنين دوكا، غزوًا شماليًا على ألبانيا ومقدونيا، مستوليًا على كرويه ومنهيًا استقلال إمارة أربانون وحاكمها، دميتري. بعد وفاة دميتري، آخر حكام عائلة بروغون، جرت السيطرة على أربانون تباعًا من قِبل ديسبوتية إيبيروس والإمبراطورية البلغارية، ومنذ عام 1235، من قِبل إمبراطورية نيقية.
أثناء النزاعات بين مايكل الثاني كومنين دوكا حاكم إيبيروس والإمبراطور جون الثالث دوكاس فاتاتزس، انضم غولم (حاكم أربانون في ذلك الوقت) وثيودور بتراليفاس، اللذين كانا حلفاءً لمايكل في البداية، إلى جون الثالث في عام 1252. كان آخر ذكر له في المراجع بين قادة محليين آخرين، في لقاء له مع جورج أكروبوليتس في دورس عام 1256. استفادت أربانون من طريق التجارة فيا إغناتيا، الذي جلب الثروة والمنافع من الحضارة البيزنطية الأكثر تطورًا.

### العصور الوسطى العليا
بعد سقوط إمارة آربر في الأراضي التي استولت عليها ديسبوتية إبيروس، تأسست مملكة ألبانيا على يد تشارلز أنجو. حصل على لقب ملك ألبانيا في فبراير 1272. امتدت المملكة من منطقة دوريس (التي عرفت آنذاك باسم ديراكيوم) جنوبًا على طول الساحل حتى بوترينت. أعاد تشارلز أنجو أنظاره نحو ألبانيا بعد فشل الحملة الصليبية الثامنة. بدأ بالاتصال بالقادة الألبانيين ورجال الدين الكاثوليك المحليين. قام اثنان من الكهنة الكاثوليك المحليين، وهما جون من دوريس ونيكولا من أربانون، بإجراء المفاوضات بين تشارلز أنجو والنبلاء المحليين. قاموا بعدة رحلات بين ألبانيا وإيطاليا خلال عام 1271، ونجحوا في مهمتهم في النهاية.
في الثاني من فبراير عام 1272، توجه وفد من النبلاء الألبان ومواطنون من دوريس إلى بلاط تشارلز. وقع تشارلز معاهدة معهم وأُعلن ملكًا لألبانيا «بموافقة مشتركة من الأساقفة والكونت والبارونات والجنود والمواطنين»، ووعد بحمايتهم واحترام الامتيازات التي حصلوا عليها من الإمبراطورية البيزنطية. أعلنت المعاهدة اتحاد مملكة ألبانيا (باللاتينية: Regnum Albanie) مع مملكة صقلية التي حكمها الملك تشارلز أنجو. عين غازو تشيناردو نائبًا عامًا له، وكان يأمل في القيام بحملته ضد القسطنطينية مجددًا. على مدى عامي 1272 و1273، أرسل الكثير من المؤن إلى بلدتي دوريس وفلوره. أثار هذا الأمر قلق الإمبراطور البيزنطي، ميخائيل الثامن باليولوغوس، الذي بدأ بإرسال مكاتيب إلى النبلاء الألبان المحليين محاولًا أن يقنعهم بإيقاف دعمهم لتشارلز أنجو والتحول إلى صفه. وضع النبلاء الألبان ثقتهم في تشارلز رغم ذلك، وأثنى عليهم بدوره لولائهم. شهدت المملكة نزاعًا مسلحًا مع الإمبراطورية البيزنطية طوال فترة وجودها. تقلص حجم المملكة إلى مساحة صغيرة في دوريس. كانت دوريس حبيسة بسبب إمارة كارل ثوبيا حتى قبل الاستيلاء عليها. أعلن كارل ثوبيا نفسه سليلًا للأنجويين، واستولى على دوريس عام 1368 لينشأ إمارة ألبانيا. شهدت الكاثوليكية انتشارًا سريعًا بين العامة خلال زمن إمارة ألبانيا، ما أثر على المجتمع وعلى الهندسة المعمارية للمملكة أيضًا. ظهر نوع غربي من الإقطاعية وحل محل نظام البرونويا (الرعاية) البيزنطي.

### الإمارات وعصبة ليجه
في عام 1371، تفككت الإمبراطورية الصربية وتشكلت العديد من الإمارات الألبانية، وبرزت منها إمارة كاستريوتي وإمارة ألبانيا وديسبوتية آرتا بصفتها إمارات رئيسية. في أواخر القرن الرابع عشر وأوائل القرن الخامس عشر، احتلت الإمبراطورية العثمانية أجزاءً من جنوب ألبانيا ووسطها. استعاد الألبانيون السيطرة على أراضيهم عام 1444 حين تأسست عصبة ليجه بقيادة البطل القومي الألباني جورج كاستريوتي إسكندر بك. كانت العصبة عبارة عن تحالف عسكري بين اللوردات الإقطاعيين في ألبانيا وتشكلت في ليجه في الثاني من مارس عام 1444، بدأت ونُظمت بإشراف من البندقية مع اختيار إسكندر بك قائدًا للزعماء الألبان والصربيين المحليين متحدين ضد الإمبراطورية العثمانية. كان أعضاء العصبة الرئيسيون هم آريانيتي وبالزيتش ودوكاجيني ومزقة وإسبانيا وثوبيا وكرنويفيتشي. طوال 25 عامًا ممتدة بين عامي 1443 و1468، تقدم جيش ثوبيا البالغ قوامه 10,000 رجل عبر الأراضي العثمانية منتصرًا في مواجهة القوات العثمانية الأكبر عددًا والأفضل إمدادًا. كان كل من المجر ونابولي والبندقية أعداءً سابقين لجيش إسكندر بك، ولكن دفعهم تهديد التقدم العثماني لموطنهم إلى تقديم الأساس والدعم المادي اللازم للجيش. بحلول عام 1450، توقف الجيش عن القتال على النحو المنشود في الأساس، وبقي مركز التحالف بقيادة إسكندر بك وآرانيتي كومينو مستمرًا في القتال. بعد وفاة إسكندر بك عام 1468، تمكن السلطان من «قمع ألبانيا بسهولة»، ولكن لم تحد وفاة إسكندر بك من النضال من أجل الاستقلال، واستمر القتال حتى الحصار العثماني لإشقودرة في 1478-1479، وانتهى الحصار حين تنازلت جمهورية البندقية عن إشقودرة لصالح العثمانيين في معاهدة السلام لعام 1479.

### الفترة العثمانية المبكرة
بدأت السيادة العثمانية في منطقة غرب البلقان عام 1385 مع انتصار العثمانيين في معركة سافرا. أسست الإمبراطورية العثمانية سنجق ألبانيا بعد المعركة في عام 1415، وغطى الأجزاء المحتلة من ألبانيا والتي تضمنت المنطقة الممتدة من نهر مات في الشمال وصولًا إلى شامريا في الجنوب. في عام 1419، أصبحت جيروكاسترا المركز الإداري لسنجق ألبانيا.
تمتع النبلاء الألبانيون في الشمال بالحكم الذاتي على أراضيهم رغم تبعيتهم للإمبراطورية العثمانية، ولكن وُضع القسم الجنوبي تحت الحكم المباشر للإمبراطورية العثمانية، وثارت العامة والنبلاء ضد العثمانيين بقيادة غريغ آريانيتي نظرًا لاستبدال العثمانيين قسمًا كبيرًا من النبلاء المحليين بملاك الأراضي العثمانيين وفرض نظام الحكومة المركزية والضرائب العثماني.
خلال المراحل الأولى من الثورة، قُتل العديد من ملاك الأراضي (التيمار) أو طُردوا. مع انتشار الثورة، عاد النبلاء الذين جردهم العثمانيون من أملاكهم لينضموا إلى الثورة وحاولوا تشكيل تحالفات مع الإمبراطورية الرومانية المقدسة. نجح قادة الثورة في الانتصار على الحملات العثمانية المتعاقبة، لكنهم فشلوا في الاستيلاء على العديد من المدن المهمة في سنجق ألبانيا. شمل المقاتلون الرئيسيون أفرادًا من عائلات دوكاجيني وزينيبيشي وثوبيا وكاستريوتي وآريانيتي. في المرحلة التالية، نجح الثوار في الاستيلاء على بعض المدن الكبرى مثل داغنوم. أمنت الحصارات المطولة، مثل حصار جيروكاسترا، عاصمة السنجق، الوقت الكافي للعثمانيين لتجميع قوات كبيرة من أجزاء أخرى من الإمبراطورية وإخضاع الثورة الرئيسية بحلول عام 1436. ساهم افتقار الثورة إلى التنسيق في هزيمتها النهائية للغاية، إذ تصرف القادة الثوار بصورة ذاتية دون قيادة مركزية.

### الحروب العثمانية الألبانية
جُند العديد من الألبان في الفيلق الإنكشاري، منهم الوريث الإقطاعي جورج كاستريوتي الذي غير الضباط الأتراك اسمه إلى إسكندر بك في أدرنة. بعد هزيمة العثمانيين في معركة نيش على يد المجريين، انشق إسكندر بك في نوفمبر عام 1443 وبدأ ثورة ضد الإمبراطورية العثمانية.
عاد إسكندر بك إلى المسيحية بعد انشقاقه وأعلن الحرب ضد الإمبراطورية العثمانية التي قاد فيها من عام 1443 حتى 1468. استدعى إسكندر بك الأمراء الألبانيين إلى مدينة ليجه الخاضعة لحكم البندقية حيث شكلوا عصبة ليجه. أفاد جيبون أن «الألبانيين أجمعوا على العيش والموت مع أميرهم الوارث في السباق العسكري»، وأن «إسكندر بك انتُخب في مجلس ولايات إبيروس قائدًا للحرب التركية وشارك كل حليف في تقديم نسبة جيدة من المال والجنود». أوقفت قوة ألبانية ذات علم أحمر يحمل شعار إسكندر بك الحملات العثمانية لمدة خمسة وعشرين عامًا وتغلبت على عدد من الحصارات الكبرى، منها حصار كرويه (1450)، وحصار كرويه الثاني (1466-1467)، وحصار كرويه الثالث (1467) ضد القوات التي قادها السلطانان العثمانيان مراد الثاني ومحمد الثاني. لمدة 25 عامًا، تقدم جيش إسكندر بك البالغ قوامه 10,000 رجل عبر الأراضي العثمانية منتصرًا في مواجهة القوات العثمانية الأكبر عددًا والأفضل إمدادًا.
هزم إسكندر بك العثمانيين في عدد من المعارك خلال ثورته، منها تورفيول وأورانيك وأوتونيتي ومودريك وأوريد وموكرا، وكان انتصاره الأعظم في معركة المياه البيضاء. لم يتلقَ إسكندر بك الدعم الذي وُعد به من قبل البابوات والولايات الإيطالية والبندقية ونابولي وميلانو. توفي عام 1468 ولم يترك وراءه خلفًا محددًا. استمرت الثورة بعد وفاته، ولكن لم تحافظ على نجاحها السابق. تعثرت الولاءات والتحالفات التي أنشأها إسكندر بك ورعاها، وتهاوت واستعاد العثمانيون السيطرة على أراضي ألبانيا، وبلغ الأمر ذروته في حصار إشقودرة عام 1479. بقيت بعض الأراضي الألبانية في الشمال تحت سيطرة البندقية. فر العديد من الألبانيين إلى إيطاليا المجاورة بعد مدة قصيرة من سقوط القلاع في شمال ألبانيا، ما أدى إلى ظهور مجتمعات الأربيريشي التي ما تزال تعيش في البلاد حتى الوقت الحاضر.
أصبح نضال إسكندر بك الطويل للحفاظ على ألبانيا حرة حدثًا جللًا لدى الشعب الألباني، إذ عزز تضامنهم وجعلهم أكثر وعيًا بهويتهم القومية وعمل لاحقًا مصدرًا كبيرًا للإلهام في نضالهم من أجل الوحدة الوطنية والحرية والاستقلال.